# (5357) 1992 EL
(5357) 1992 EL là một tiểu hành tinh vành đai chính. Nó được phát hiện bởi Tetsuya Fujii và Kazuro Watanabe ở Đài thiên văn Kitami ở Hokkaidō, Nhật Bản, ngày 2 tháng 3 năm 1992.